# Grund (Remscheid)
Grund ist ein Ortsteil des Stadtbezirks Lüttringhausen im Norden der nordrhein-westfälischen Großstadt Remscheid. Die Einwohnerzahl beträgt ca. 200.
Er befindet sich im Westen Lüttringhausens in der Nähe der Stadtgrenze zu Wuppertal. Die Ortschaft liegt von Wiesen umgeben in einer Senke auf etwa 220 Metern über Normalnull an der Mündung des Oelingrather Bachs in den Grunder Bach, der wiederum einige hundert Meter weiter bei Gründerhammer auf einer Höhe von 177 Metern in den Morsbach mündet.

## Geschichte
1547 wurde die Hofschaft erstmals als Indeme grunde urkundlich erwähnt. Es handelte sich um einen größeren Bauernhof, der dem jeweiligen Landesherrn zwei Pferde zu Spanndiensten zu stellen hatte. Im Jahre 1617 ist der Name im Grundt genannt worden. Die Bezeichnung Grund ist aus dem mittelhochdeutschen Begriff grunt abgeleitet und bedeutet so viel wie ‚Tal‘, ‚Schlucht‘ oder ‚Niederung‘.
Bis 1580 gab es am Gründerhammer einen Reckhammer und eine Eisenhütte, die von Lutter im Grund und Wyrnke in der Siepen betrieben wurden.

## Bebauung und Gewerbe
Das Ortsbild wird noch von zahlreichen, teilweise verschieferten Fachwerkhäusern geprägt. Die Häuser Grund 11, 25, 28, 30, 33, 35, 40, 43 sowie Grunder Schulweg 1, 13, 38 stehen unter Denkmalschutz. Die Landwirtschaft spielt mittlerweile keine Rolle mehr. In der im Morsbachtal gelegenen Ansiedlung Gründerhammer gab es schon in vorindustrieller Zeit Wasserhämmer,  Schmiede- und Schleifkotten, die die Wasserkraft der Bäche zur Metallverarbeitung nutzten. Noch heute befinden sich hier mehrere metallverarbeitende Betriebe und Werkstätten von Handwerkern.
Um 1910 versorgten in Grund zwei Bäcker die Bewohner mit Brot und anderen Backwaren. Nach dem Zweiten Weltkrieg gab es in Grund zwei Gaststätten. In der Wirtschaft Wirtz unterhielten eine auswärtige Metzgerei und eine Cronenberger Bäckerei kleine Verkaufsstellen. Ebenso diente ein Lebensmittelgeschäft in der Ortsmitte der Nahversorgung. Nur eine der beiden Gaststätten überlebte und mauserte sich zum Speiserestaurant mit erstklassigem Ruf.
Bis in die 1970er Jahre besaß Grund eine eigene Trinkwasserversorgung. Das Wasser wurde aus dem höher gelegenen Quellgebiet in Richtung Oelingrath unter Ausnutzung des natürlichen Gefälles in das Wasserleitungssystem und in die einzelnen Häuser geleitet. Der Grunder Wasserleitungsverein sorgte für Organisation und finanzielle Abwicklung. Als das Leitungssystem jedoch marode wurde, gab es langwierige Verhandlungen mit den Stadtwerken Remscheid, die die Hofschaft schließlich an das städtische Wasserleitungssystem anschlossen.

## Verkehr
Durch das Morsbachtal verlief parallel zu der Morsbachtalstraße die Ronsdorf-Müngstener Eisenbahn, die in erster Linie dem Transport der Rohstoffe bzw. Fertigwaren der Betriebe diente. In Gründerhammer befand sich eine Bahnstation. Heute verkehren durch Grund und Gründerhammer eine nur sporadisch bediente Stadtbuslinie und ein Bürgerbus.
Mehrere gekennzeichnete Wanderwege verlaufen durch Grund. Am südlichen Ortsrand befindet sich ein Wanderparkplatz. Ein Fußweg führt von der Ortsmitte über die Anhöhe hinüber zum Spelsberg.

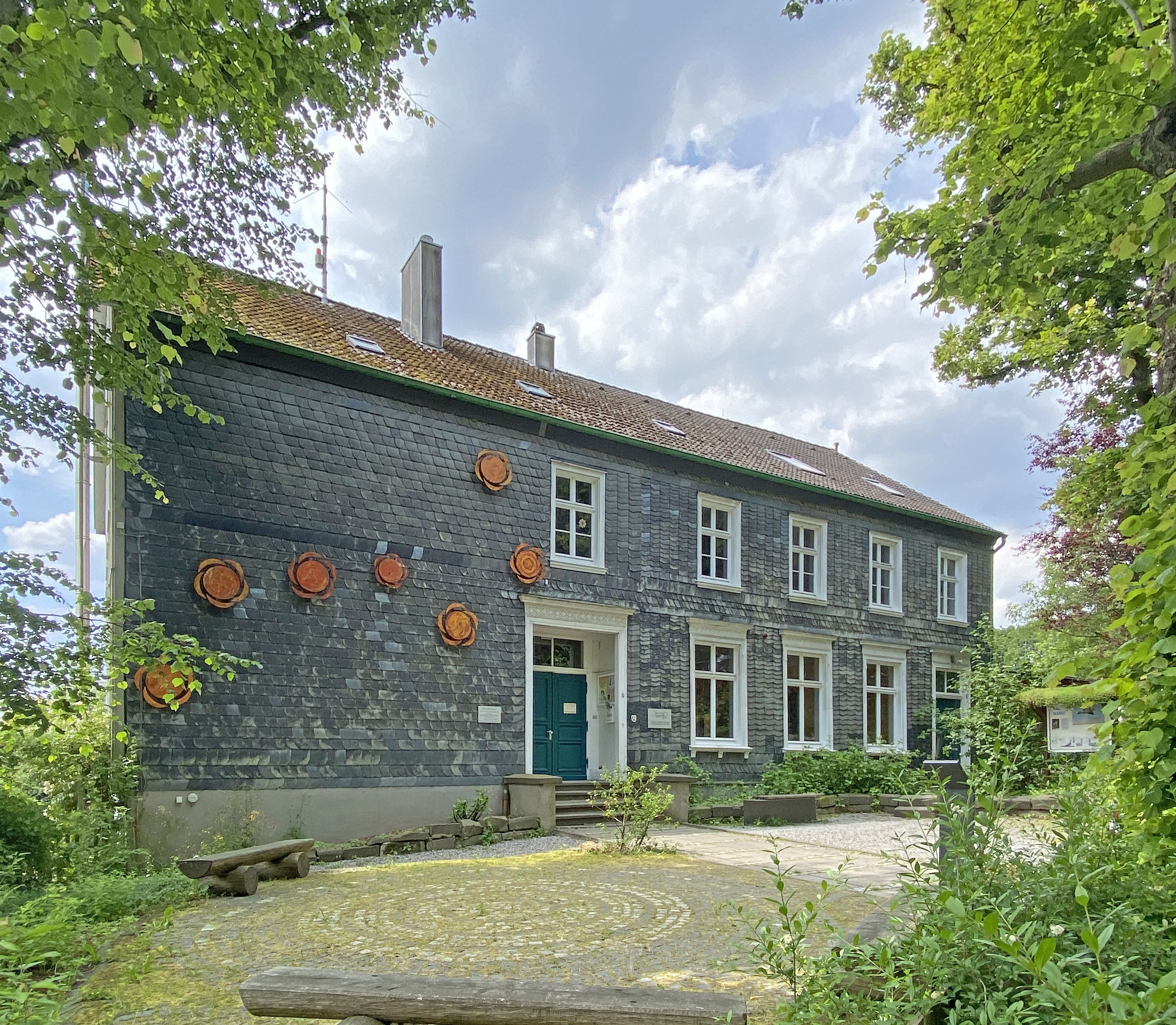
Natur-Schule-Grund – Grunder Schulweg 13

## Kultur und Vereine
Der oberhalb der Hofschaft gelegene Sportplatz war die Heimspielstätte des Fußballvereins SSV Grund und wird jetzt für verschiedene Sport- und Spielarten, z. B. Bogenschießen und Softball, genutzt.
Nebenan in der ehemaligen Dorfschule und späteren Grundschule befindet sich heute die 2011 restaurierte Natur-Schule Grund, eine Bildungseinrichtung in der Regie eines Trägervereins, die Kindern und Jugendlichen Aspekte der Natur und des Umweltschutzes vermittelt. Hinter dem Gebäude erstreckt sich ein weites Terrain, das einschließlich Kräutergarten zur Einrichtung gehört.
Seit Anfang des vergangenen Jahrhunderts gab es die Freiwillige Feuerwehr Grund, die ein eigenes Feuerwehrhaus besaß. Sie schloss sich vor einigen Jahren mit der FF Haddenbach und der FF Goldenberg zum Löschzug Nord zusammen und ist damit der Feuerwehr Remscheid zugeordnet.

## Naturschutz
Das etwa 22 ha große Naturschutzgebiet Oelingrather und Grunder Bachtal setzt sich aus zwei Bachtälern zusammen, die von der Ortschaft Grund räumlich getrennt werden. Nördlich von Grund liegt das Tal des Oelingrather Baches, der mit Erreichen der Ortschaft Grund in den Grunder Bach mündet. Beide Bäche und ihre Täler stehen von der Quelle bis an die Bebauung unter Naturschutz - südlich der Bebauung steht den Grunder Bach dann bis zu seiner Mündung in den Morsbach ebenfalls unter Schutz.

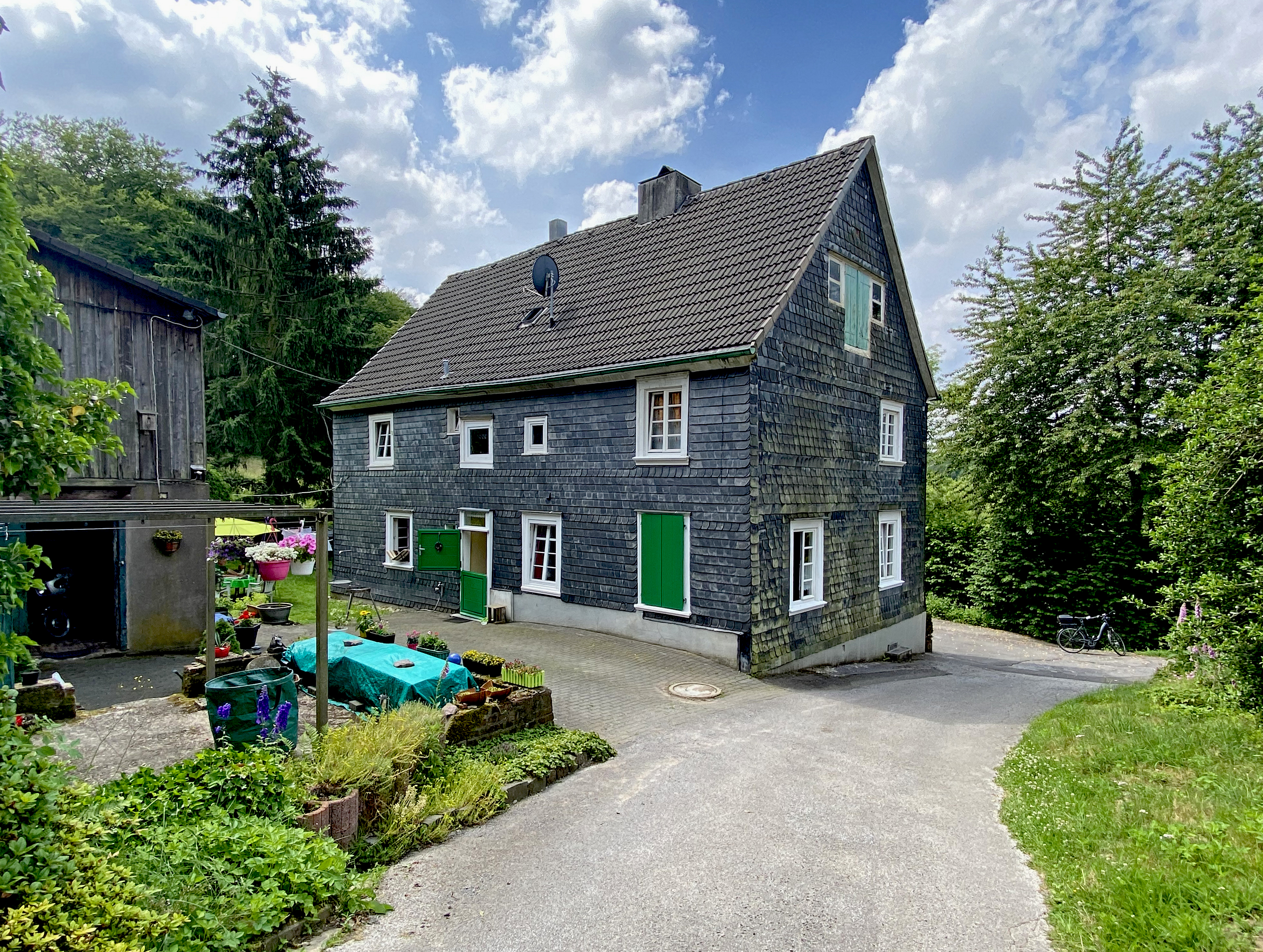
Baudenkmal Grund 11 mit geteilter Klön-Tür
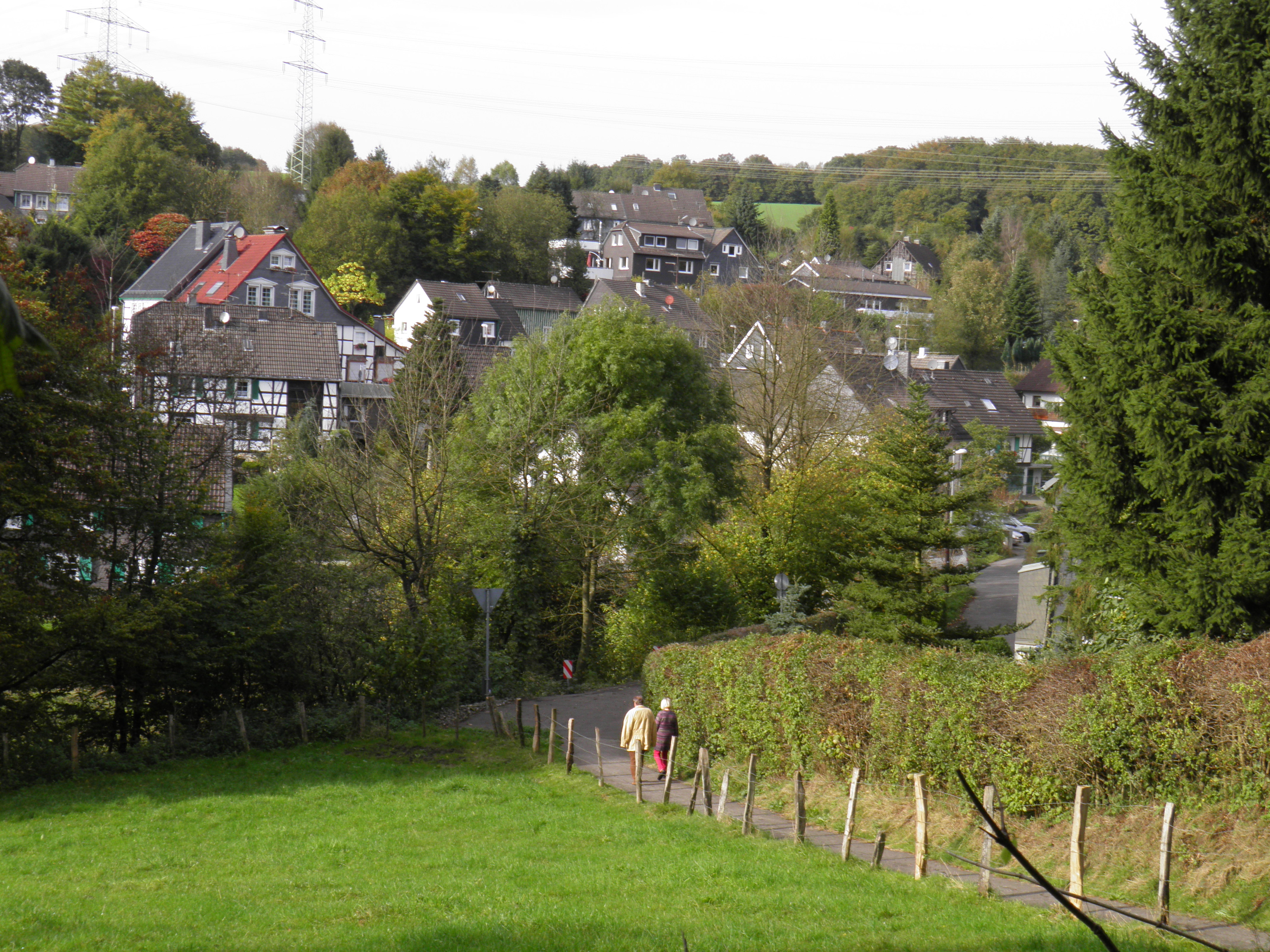
Blick auf die Hofschaft aus Richtung Spelsberg
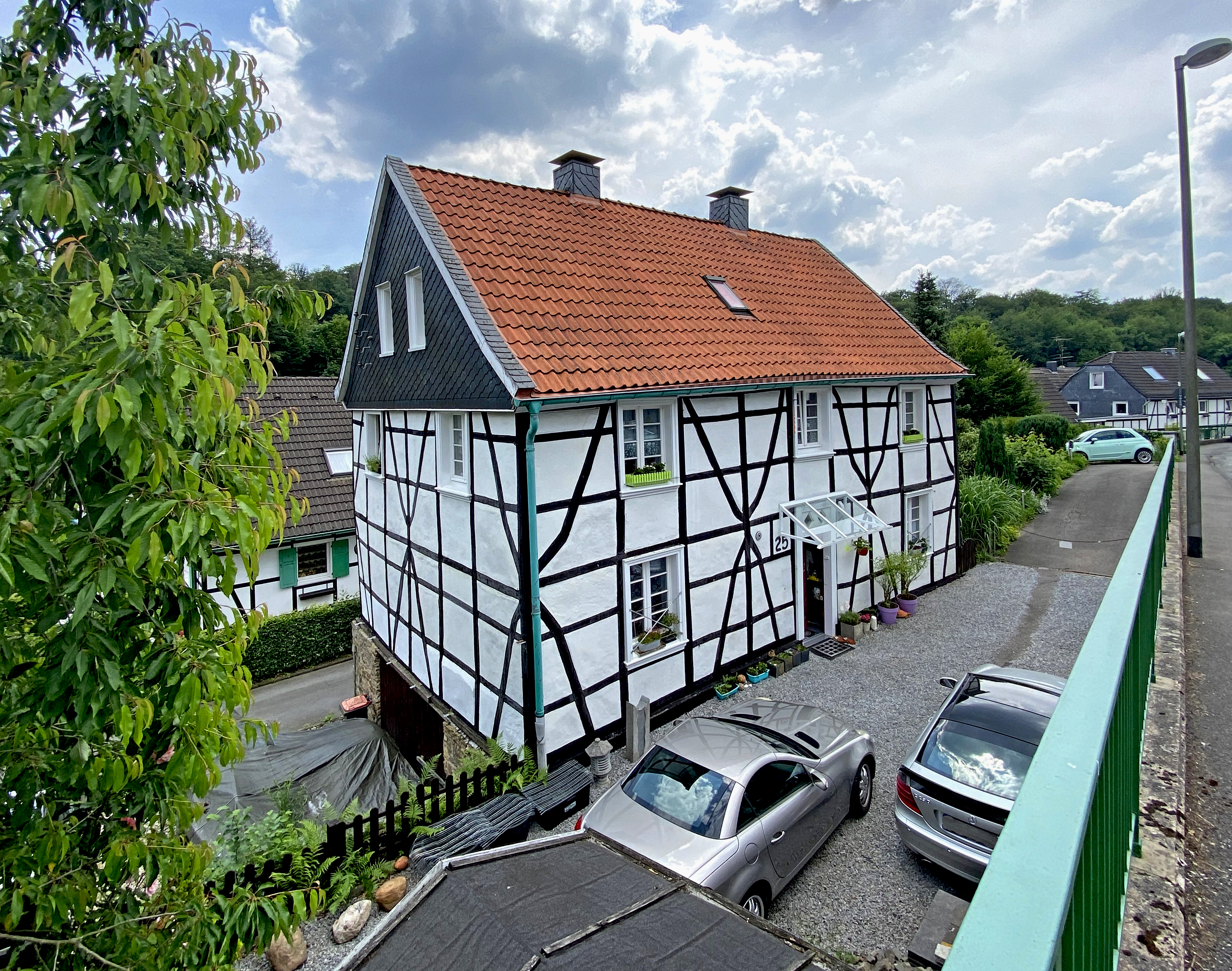
Baudenkmal Grund 25
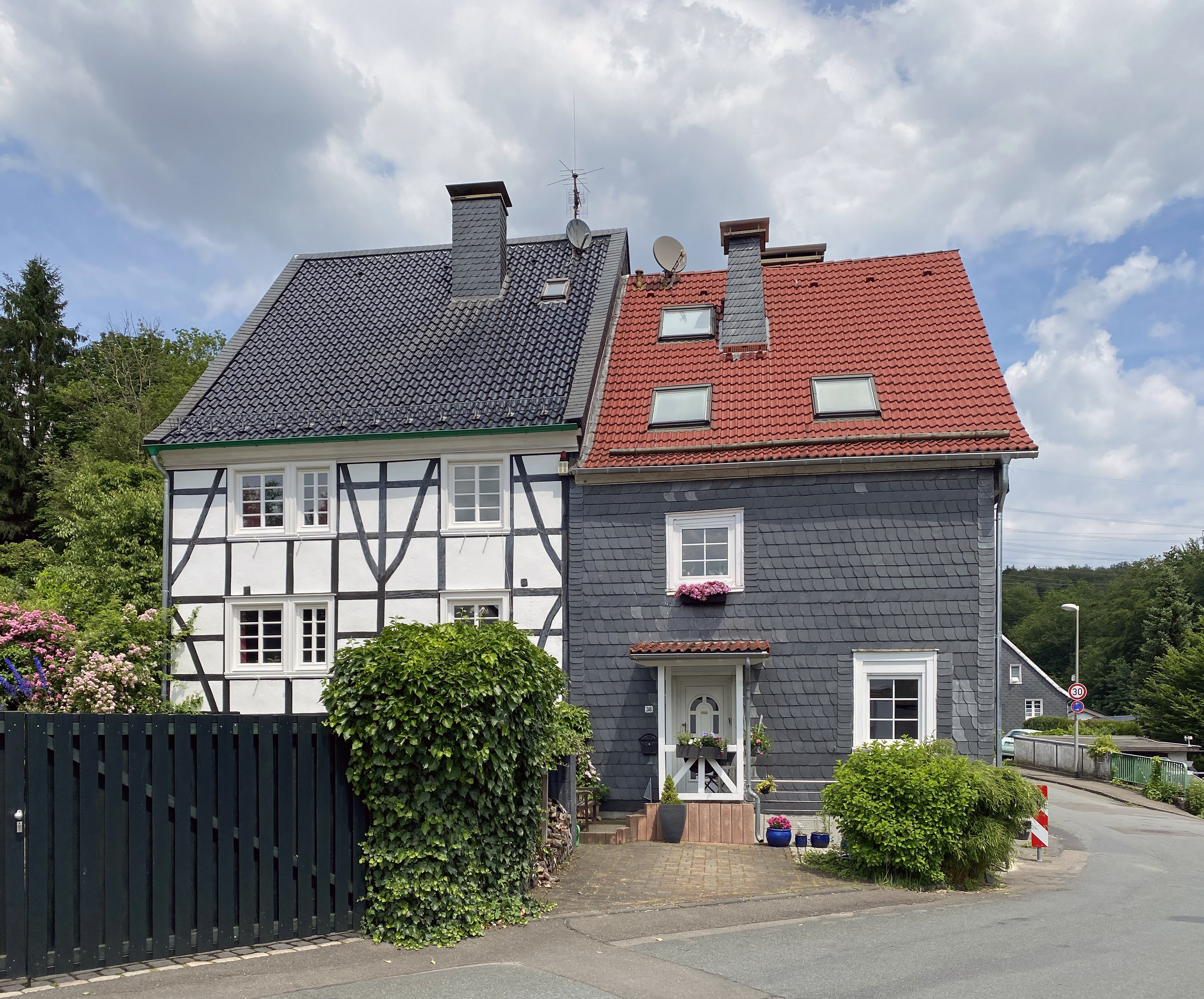
Baudenkmal Grund 40 (links)
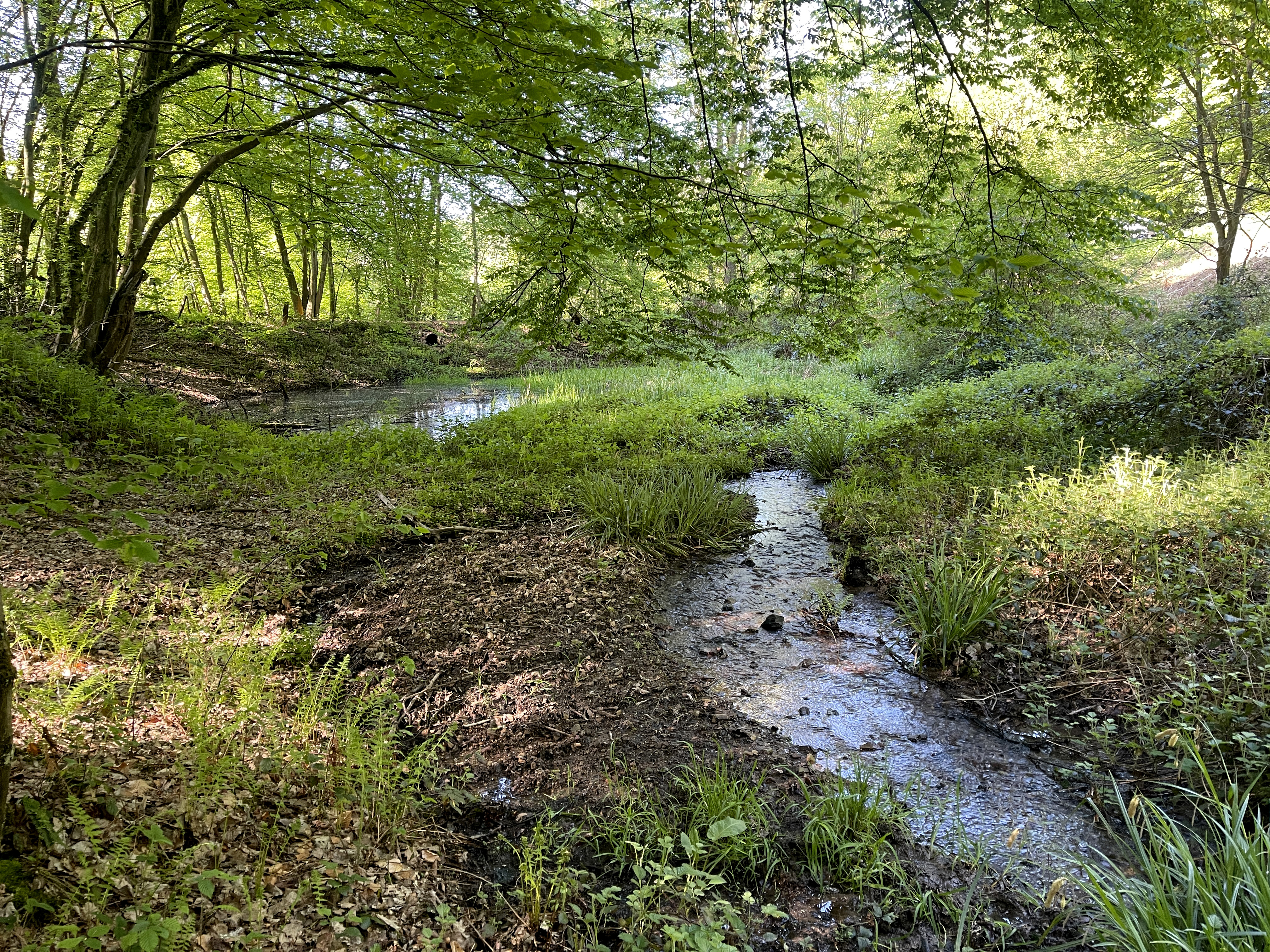
NSG Oelingrather Bachtal
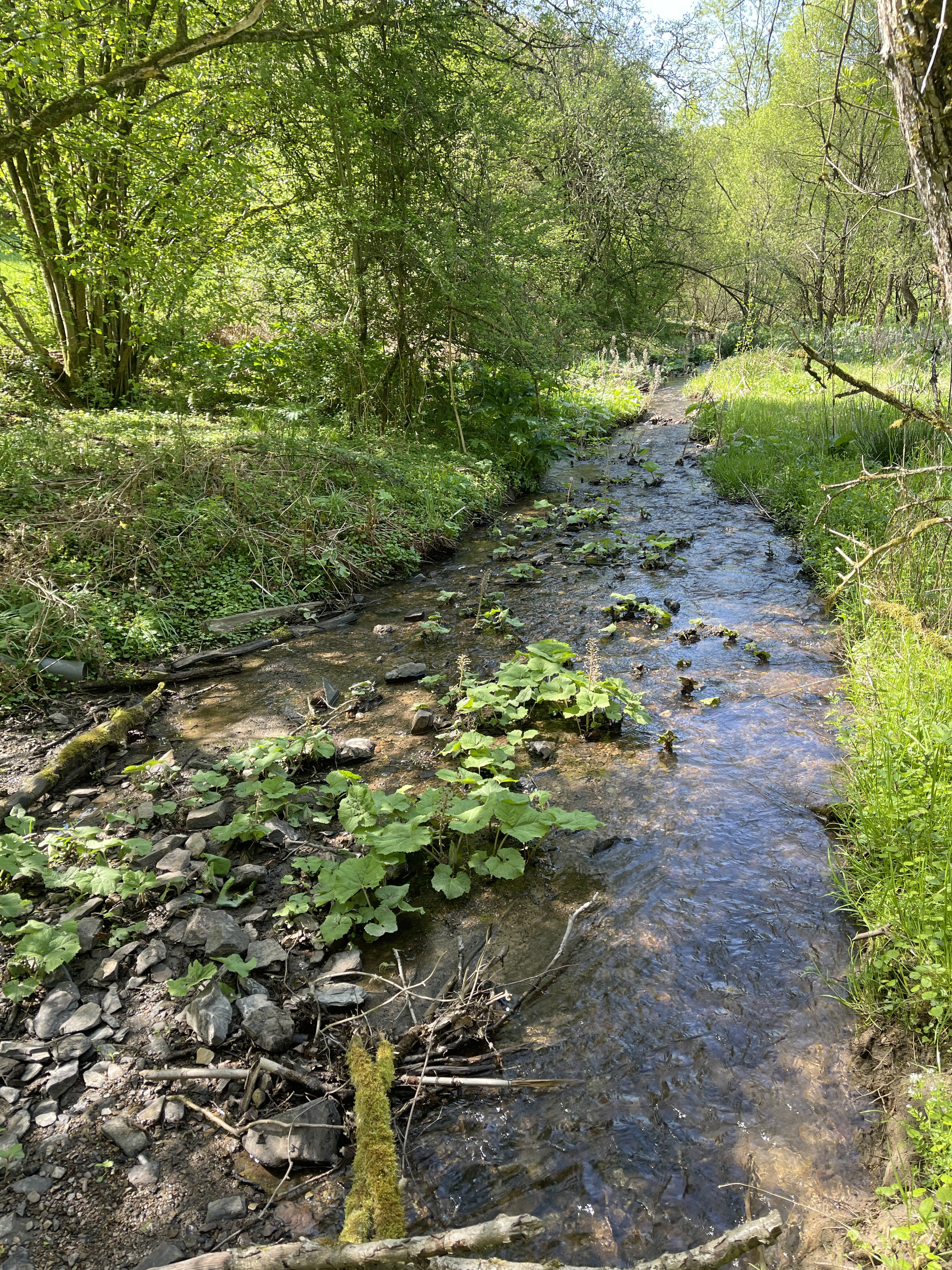
NSG Grunder Bachtal